# Phelister latus
Phelister latus är en skalbaggsart som beskrevs av Wenzel och Dybas 1941. Phelister latus ingår i släktet Phelister och familjen stumpbaggar. Inga underarter finns listade i Catalogue of Life.